# マキシム・インテグレーテッド
マキシム・インテグレーテッド (Maxim Integrated)は、工業、通信、民生、コンピューティング市場向けのアナログおよびミックスドシグナル半導体製品を設計、製造、販売するアメリカの企業。現在はアナログ・デバイセズの子会社。
カリフォルニア州サンノゼに本社を置き、デザインセンター、製造施設、営業所を全世界に展開している。

## 歴史
マキシムは1983年4月に設立された。当初の9人のチームメンバーは、半導体の設計と販売に関するさまざまな経験を持っていた。設立チームには、1960年代以来の業界の草分けであるJack Gifford、ICの販売と流通の先駆者であるFred Beck、ゼネラル・エレクトリックの1982年度サイエンティスト・オブ・ザ・イヤーを受賞したDave Bingham、ウェハの技術と製造に関する先駆者であるSteve Combs、同じくCMOSアナログマイクロチップ設計の先駆者でゼネラル・エレクトリックの1982年度サイエンティスト・オブ・ザ・イヤーを受賞したLee Evans、最初の内部補償型オペアンプ回路を発明したDave Fullagar、これもCMOSマイクロチップ設計の先駆者であるRoger Fuller、初期のマイクロプロセッサ制御半導体試験システムの開発責任者だったRich Hood、およびアナログスイッチおよびマルチプレクサに関する主要技術の父として知られるDick Wilenkenが含まれていた。2ページの事業計画書に基づき、彼らはベンチャーキャピタルから900万ドルを集め、会社を設立した。1年目に、マキシムは24のセカンドソース製品を開発した。その後、マキシムは差別化を高めより多くの収益をもたらす独自製品を設計した。
1985年、業界の賞を受賞し、数十年にわたる技術革新のスタートとなった最初の独自製品であるMAX600が業界に対して発表された。マキシムは、MAX232という新製品の成功によって1987会計年度に初の黒字化を達成し、1988年の株式公開以後は毎年黒字を計上してきた。年間売上高は1998会計年度に5億ドルに達し、2011会計年度は総計24億7000万ドルを超えた。2005年に、マキシム・インテグレーテッドはFortune 100企業となった。3年後、同社は最高技術室を設置し、その後の2年間にわたって特許の件数が50%増加した。2010年、同社は300mmウェハを使用した初のアナログ製品を出荷した。
2021年8月26日、アナログ・デバイセズによる買収が完了し、その一部門となった。
マキシムの製品ポートフォリオには、電源、バッテリマネージメントIC、センサー、アナログIC、インタフェースIC、通信ソリューション、デジタルIC、エンベデッドセキュリティ、およびマイクロコントローラが含まれる。

## 技術的マイルストーン
現在のマキシムの製品ポートフォリオには、パワーマネージメント/バッテリマネージメントIC、センサー、アナログIC、インタフェースIC、通信ソリューション、デジタルIC、エンベデッドセキュリティ、およびマイクロコントローラが含まれる。これらの製品セグメントで、同社はいくつかの注目すべき成果を達成している。
パワーの分野で、マキシムは2017年にnanoPower技術を発表した。これは1µA以下の自己消費電流のICに対応する、小型、ポータブル、バッテリ動作の製品に最適な技術である。自己消費電流は、システムのスタンバイ消費電力の最大の要因である。低自己消費電流の部品を利用することによって、設計者は設計への効率的なパワーの提供およびバッテリ寿命の延長を確保することができる。また、nanoPower ICは小型パッケージサイズで提供され、わずかな外付け部品しか必要としないため、今日の小型電子製品のスペースを節約することができる。2018年、マキシムはDARWINマイクロコントローラを発表した。DARWINマイクロコントローラは、入手可能な最小のアクティブモードおよびSRAM保持電力、クラス最大容量のエンベデッドメモリ、拡張可能なメモリアーキテクチャ、および高度なエンベデッドセキュリティを提供することによってnanoPower ICを補完する。また、マキシムの低電力デバイスのポートフォリオには、スイッチングレギュレータ、バッテリマネージメントIC、絶縁型電源デバイス、Himalayaパワーモジュール、ディスプレイ電源/制御デバイス、パワーマネージメントIC (PMIC)、チャージポンプ、リニアレギュレータ、LEDドライバ、監視回路IC、電圧モニタ、シーケンサ、モータードライバIC、保護/制御デバイス、Power over Ethernetデバイス、およびMOSFETドライバ/コントローラも含まれる。
ポータブルアプリケーションのより多くの業界への普及に伴って、効果的なバッテリマネージメントの重要性が増してきた。マキシムのバッテリマネージメントポートフォリオには、バッテリ特性評価不要で高精度のバッテリ充電状態を提供する、独自のModelGaugeアルゴリズムを採用した残量ゲージICが含まれる。現在のポータブルアプリケーションの多くはモノのインターネット(IoT)の拡大の一環であり、そのためのセンサーを内蔵している。マキシムはウェアラブルおよびIoT機器用の各種のセンサーソリューションを開発しており、生体電位センサー、温度センサー、および光センサーICなどがある。同社の生体電位センサーは、医療グレードの精度を備えた生体電位および生体インピーダンスアナログフロントエンドICで、ウェアラブル形状から各種のヘルスパラメータを測定するように設計されている。温度センサーも、ヘルスケアウェアラブルで体温の監視に使用することができる。同社の光センサーには、環境に含まれる可視光線を測定する環境光センサーIC、対象物から反射される赤外線を測定する近接センサーIC、身体活動を追跡する着用(ボディウェアラブル)センサー、および火災からの煙などの浮遊微粒子を検出する光学粒子検出ソリューションがある。
マキシムのエンベデッドセキュリティICは、スマート、コネクテッド設計をハッキング、偽造、および不正使用から保護するために使用することができる。2017年11月、同社は物理的複製防止機能(PUF)技術を採用したセキュア認証用ICを発表した。侵入型攻撃は、通常はセキュアIC内の暗号鍵を標的として、ICのセキュリティを侵害する。PUF技術では、鍵はメモリ内またはその他の静的状態では保存されず、ICの厳密なアナログ特性に基づいて、必要なときにのみ生成されるため、既知の侵入型攻撃ツールおよび機能に対する耐性がある。
アナログICは、マキシムの中核的な製品領域である。これらの高性能ビルディングブロックは、超低消費電力からバッテリ寿命の延長、高精度信号変換、堅牢な接続性まで、各種の特長および機能を提供する。この汎用製品ラインに関する2018年のハイライトはelectronica 2018トレードショーで、参加者はnanoPowerウォッチ、フォースタッチ技術、CAN ESD保護、およびISM RFトランスミッタベースのホームオートメーションシステムなどのデモを見ることができた。

## 買収
- 1990年：カリフォルニア州サニーベールで最初のウェハファブを買収。
- 1994年：オレゴン州ビーバートンでTektronixの半導体部門を買収し、無線RFや光ファイバ製品向けに高速バイポーラプロセスを獲得。
- 1997年：カリフォルニア州サンノゼでIC Worksから追加のウェハファブを買収し、ファブ能力を増強。
- 2001年：テキサス州ダラスでDallas Semiconductorを買収し、デジタルおよびミックスドシグナルCMOS設計の専門技術のほか、追加のウェハファブを獲得。
- 2003年：テキサス州サンアントニオでPhilipsからサブマイクロメーターCMOSファブを買収し、製造能力を増強するとともに0.25マイクロメーターレベルのプロセスに対応。
- 2007年：テキサス州アービングでAtmelから0.18マイクロメーターファブを買収し、ファブ能力を約2倍に増強。
- 2007年：コロラド州コロラドスプリングスでVitesse Semiconductorのストレージ製品部門を買収し、シリアルATA (SATA)、シリアル接続SCSI (SAS)、およびエンクロージャ管理製品を製品ポートフォリオに追加。
- 2008年：カリフォルニア州サンタクララでMobilygenを買収し、H.264ビデオ圧縮技術をポートフォリオに追加。
- 2009年：フランスのラ・シオタに本社を置くInnova Cardを買収し、金融取引端末の半導体市場に進出。
- 2009年：Zilog, Inc.から2つの製品ラインを買収。シングルチップソリューションのZataraファミリを備えたセキュアトランザクション製品ラインと、Zilogのワイヤレスコントロール製品ラインのハードウェア部分を買収。後者のラインのCrimzonや標準的なIRソリューションは汎用リモート制御の分野で普及。
- 2010年：非公開企業のTeridian Semiconductor Corporationを現金約3億1,500万ドルで買収。Teridianはカリフォルニア州アーバインにあったファブレス半導体企業で、スマートメーター市場にシステムオンチップ(SoC)を供給。
- 2010年：英国ケンブリッジに本社を置くソフトウェア企業、Trinity Convergence Limitedの技術と人材を獲得。Trinityは、Skypeテレビ会議を液晶テレビ市場に送り出したエコシステムの一部。
- 2010年：光トランシーバチップのサプライヤ、Phyworksを買収し、ブロードバンド通信市場に進出。
- 2011年：独自のセンサーや微小電気機械システム(MEMS)ソリューションを開発する半導体企業、SensorDynamicsを買収。
- 2012年：LTEアプリケーション向けチップを開発するファブレスRFチップ企業、Genasic Design Systems Ltd.を買収。
- 2013年：エンタープライズ、クラウドコンピューティング、通信、およびネットワーキング市場向け高集積ソリューションを開発する企業Volterra Semiconductorを買収。
- 2018年：Icron Technologiesを買収。
- 2020年：Trinamic、モーションコントロール製品を開発する企業を買収。
- 2021年： アナログ・デバイセズに買収される。

## 製品
マキシムは、アナログ、ミックスドシグナル、高周波、デジタルの高集積回路を設計、製造、および販売している。同社の製品ポートフォリオには、自動車、産業、医療、通信、モバイル民生、コンピューティングの各市場に対応したカテゴリが含まれる。マキシムの製品ラインは次のとおり。
1-WireおよびiButtonデバイス、オペアンプとコンパレータ、アナログスイッチとマルチプレクサ、オーディオ/ビデオ、車載用デバイス、クロック生成および分配、アナログ-デジタルコンバータ、デジタル-アナログコンバータ、デジタルポテンショメータ、アナログフィルタ、高周波ASIC、ホットスワップとパワースイッチング、インタフェースとインターコネクト、メモリ(揮発性、不揮発性、多機能)、マイクロコントローラ、軍事/航空宇宙用デバイス、オプトエレクトロニクス、バッテリおよび電源管理、電力線ネットワーキング、保護と絶縁、リアルタイムクロック、リファレンスデザイン、ストレージ製品、マイクロプロセッサ監視回路、T/Eキャリアとパケット化通信、温度管理、電圧リファレンス、高集積ワイヤレスおよび無線周波数(RF) 、およびケーブル。

## 主な製品群
- データコンバータ
- インタフェース回路
- 無線周波数ワイヤレス回路
- クロックおよび発振器
- バッテリ管理回路
- 光ファイバートランシーバー
- マイクロコントローラ
- オペアンプ
- 電源管理回路
- T/Eキャリアトランシーバー
- アナログスイッチおよびマルチプレクサ
- センサ
- 電圧リファレンス
- 自動認識
- 1-Wire